# Venerupis corrugata
Venerupis corrugata — вид морських двостулкових молюсків ряду венероїдних (Venerida).

## Поширення
Вид поширений на північному сході Атлантики та у Середземному морі. Ареал молюска простягається від узбережжя Норвегії на південь до Західної Африки. Трапляється в припливній зоні приблизно до 40 метрів.

## Опис
Мушлі сягають до 5 см завдовжки. Передня частина шарніра утворює кут із задньою частиною і на кожній створці є 3 кардинальних зубця. Скульптура представлена тонкими радіальними ребрами, що йдуть від вершини до краю, і тонкими концентричними смугами. Колір кремовий, сірий або блідо-коричневий, іноді з неправильними смугами або променями темнішого кольору. Внутрішня сторона раковини блискуча біла, іноді з фіолетовими відмітками біля вершини. Чітко помітні рубці привідних м'язів і паліальна лінія, а також великий округлий паліальний синус. Сифони з'єднані вздовж всієї довжини, що відрізняє цей вид від схожого Ruditapes decussatus.